# Zythos simplaria
Zythos simplaria là một loài bướm đêm trong họ Geometridae.